# Rathaus (Aub)

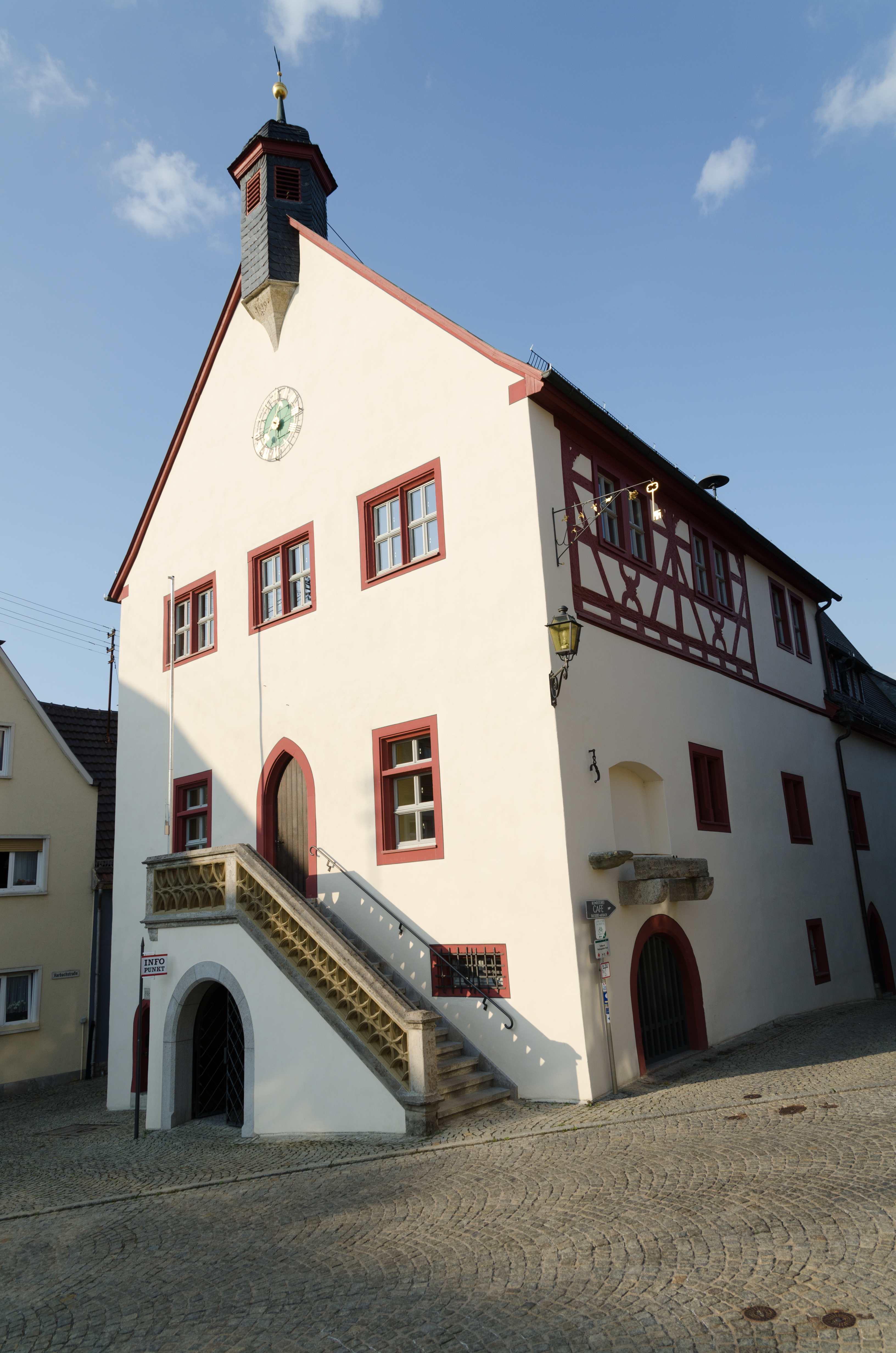
Marktplatzseite mit Zugangstreppe

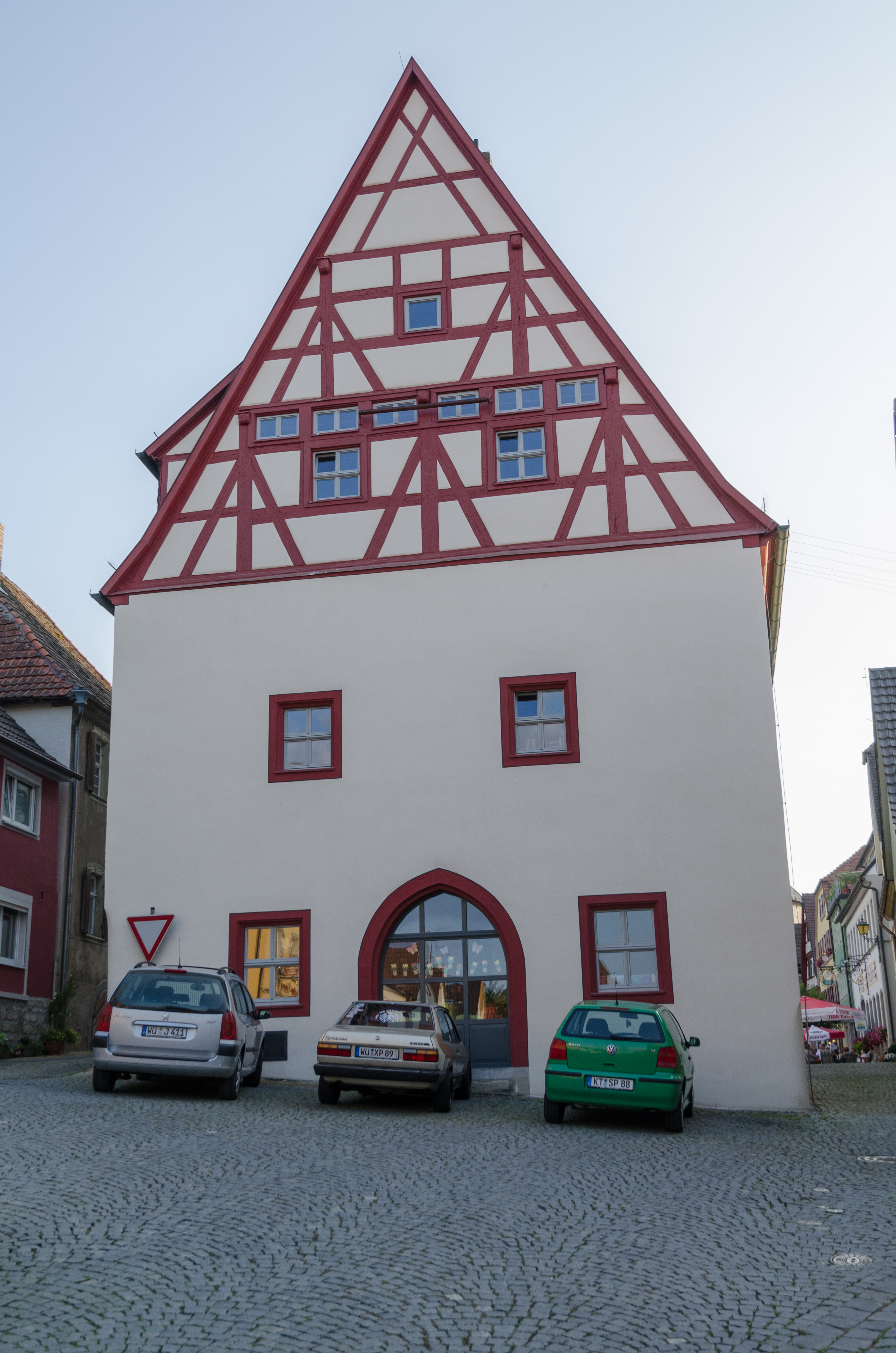
Rückseite

Das Rathaus in Aub, einer Stadt im unterfränkischen Landkreis Würzburg (Bayern), wurde von 1482 bis 1489 errichtet. Das Rathaus am Marktplatz 1 ist ein geschütztes Baudenkmal.

## Beschreibung
Der dreigeschossige Massivbau mit Fachwerkobergeschoss besitzt eine erneuerte Zugangstreppe zum Marktplatz. Der östliche Teil ist zweigeschossig mit Fachwerkgiebel. Das Rathaus wird von Satteldächern gedeckt und westlich von einem Dachreiter mit Glockendach bekrönt. Der im Kern spätgotische Bau wurde vor 1671 aufgestockt und weitreichend erneuert. Weitere Veränderungen erfolgten im 19. Jahrhundert.